# Bernhard Russi
Bernhard Russi (n. 20 august 1948, Andermatt, Cantonul Uri, Elveția) este un schior alpin ce a reprezentat Elveția, medaliat olimpic. A participat la 2 ediții ale Jocurilor Olimpice (1972, 1976) în care a câștigat o medalie de aur și o medalie de argint.